# Smile (hudební skupina)
Smile byla britská rocková hudební skupina, kterou v roce 1968 založil kytarista Brian May. Kapelu spolu s ním tvořili bubeník Roger Taylor a zpěvák a baskytarista Tim Staffell.
Skupina nejčastěji vystupovala v různých klubech a barech. Nejdál se Smile dostali na koncert do Royal Albert Hall. Jinak zaznamenávali spíše menší komerční úspěch, ale Tim Staffell nebyl s úspěchy spokojen, proto v roce 1970 ze skupiny odešel a Smile zanikla. Brian May s Rogerem Taylorem však chtěli pokračovat. Našli nového zpěváka Freddieho Mercuryho a baskytaristu Johna Deacona a založili skupinu Queen.

## Historie
Soubor v roce 1968 založil kytarista Brian May. Podal inzerát, na který se přihlásili bubeník Roger Taylor a baskytarista a zpěvák Tim Staffell. Nejvíce se skupina proslavila díky písním Keep Yourself Alive a Doin' All Right (oba tyto hity později převzala skupina Queen), ale i tak nezaregistrovala žádný větší úspěch kromě koncertu v Royal Albert Hall. Přesto se ale Staffellovi kapela příliš nezamlouvala, roku 1970 se ji rozhodl opustit a zkusit štěstí jinde.
O Staffellově odchodu se dozvěděl fanoušek skupiny Farrokh Bulsara (později se přejmenoval na známější podobu jména: Freddie Mercury), který Mayovi a Taylorovi navrhl, zda by nemohl kapele dělat zpěváka. Návrh přijali, ale ještě zbývalo najít hráče na baskytaru. Po vyzkoušení několika baskytaristů, konkrétně Mika Grose, Douga Bogieho nebo Barryho Mitchella, narazili v roce 1971 na Johna Deacona, který s nabídkou na účast v kapele souhlasil. Freddie Mercury kapelu oficiálně přejmenoval na Queen a roku 1973 vydali své stejnojmenné debutové album Queen.
V roce 1992 byla kapela krátce po smrti frontmana Queen Freddieho Mercuryho znovuobnovena, ovšem pouze na 1 rok.
Podruhé se někdejší spoluhráči ze Smile znovu sešli jako kapela v roce 2018, při příležitosti vydání životopisného filmu o skupině Queen Bohemian Rhapsody.

## Diskografie

### Písně
- Earth (Tim Staffell)
- Step on Me (Staffell/Brian May)
- Doin' Alright (Staffell/May)
- Blag (May)
- Polar Bear (May)
- Silver Salmon (Staffell)
- See What a Fool I've Been (May, na základě písně The Way I Feel od Sonny Terry a Brownie McGhee)
- White Queen (As It Began) (May)
- Keep Yourself Alive (May)